# NGC 6386
NGC 6386 ist eine 14,2 mag helle Spiralgalaxie vom Hubble-Typ Sbc im Sternbild Drache am Nordsternhimmel. Sie ist schätzungsweise 324 Millionen Lichtjahre von der Milchstraße entfernt und hat einen Scheibendurchmesser von etwa 95.000 Lj.
Das Objekt wurde am 8. Juni 1883 von Lewis A. Swift entdeckt.